# Тышкевич, Тадеуш
Тадеуш Станиславович-Антониевич Тышкевич (пол. Tadeusz Tyszkiewicz, бел. Тадэвуш Тышкевіч, 6 сентября 1774 — 3 апреля 1852) — государственный и военный деятель Великого княжества Литовского и Российской империи. Адъютант генерала Якуба Ясинского (1794), полковник войск Варшавского герцогства, затем бригадный генерал (1812), сенатор-каштелян Царства Польского (1820).

## Биография

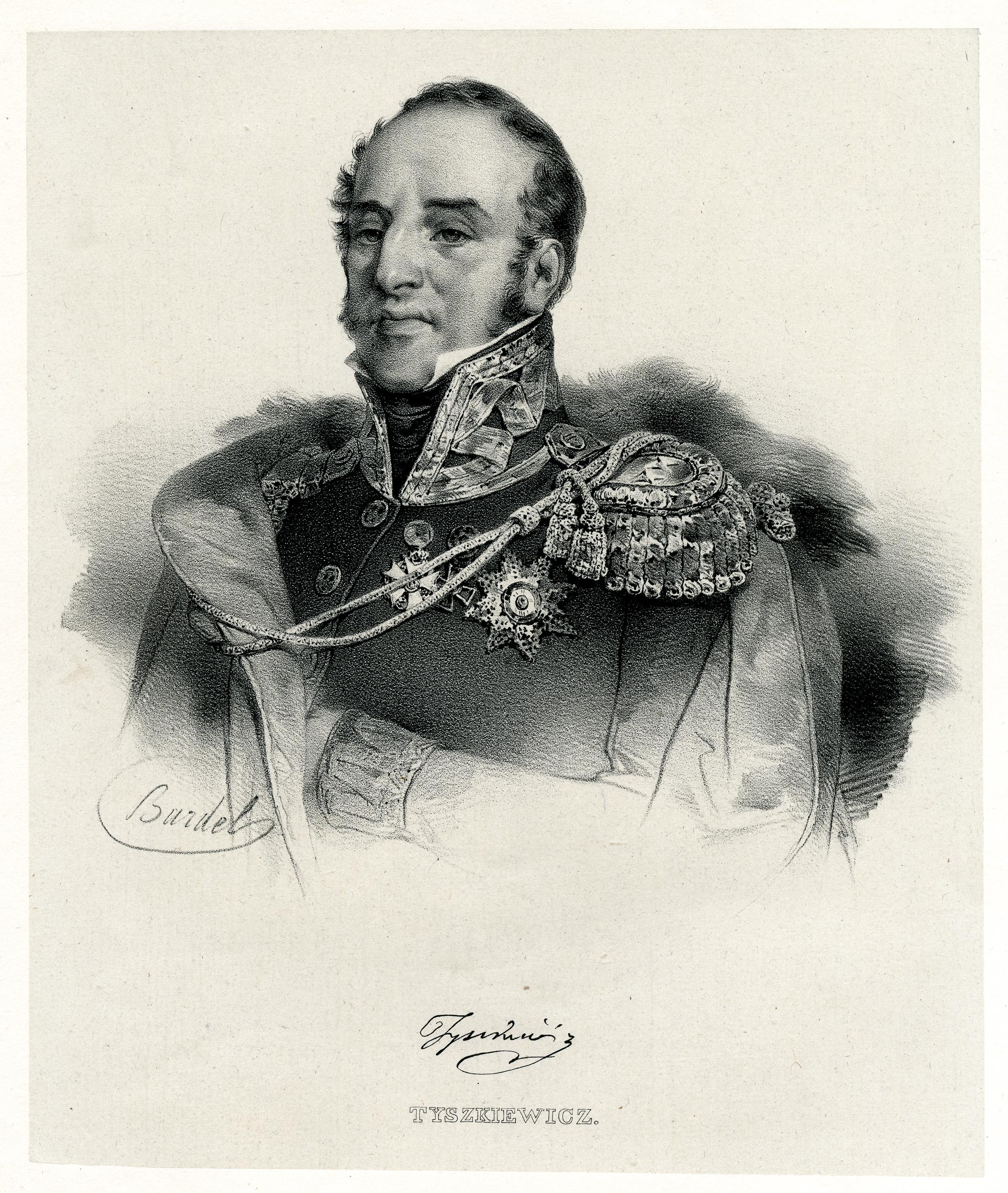
Портрет Тышкевича авторства Луи Тома Барделя

Представитель логойской линии литовского магнатского рода Тышкевичей герба «Лелива». Сын каштеляна жемайтского Станислава Антония Тышкевича (1727—1801) от первого брака с Евой Анной Бяллозор. Братья — ротмистр пятигорской хоругви Ежи Тышкевич и генерал польской армии Януш Тышкевич.
Унаследовал от своего отца титул графа «на Логойске и Бердичеве», а также имение Бальвержишки в Мариампольском повете.
Окончил Виленскую школу-пансион, затем учился в Варшавском пиарском коллегиуме. С 1790 года служил в конном гвардейском Мирском полку, в 1792 году — хорунжий Пинской пятигорской (легкоконной) бригады армии Великого княжества Литовского. В том же 1792 году участвовал в русско-польской войне.
Во время восстания под руководством Тадеуша Костюшко в 1794 году Тадеуш Тышкевич служил адъютантом при генерале Якубе Ясинском, который поручил ему командовать одним из повстанческих отрядов в Вильно. Участвовал в обороне Праги (предместья Варшавы) от русской армии, затем эмигрировал в австрийскую Галицию.
С 1801 года Тадеуш Тышкевич находился в Париже, где окончил военную школу инженеров и артиллеристов. В 1805 году переехал в Варшаву, где в 1806 году сформировал конный отряд. В 1809 году в чине полковника 2-го уланского полка принимал участие в австро-французской войне, за что получил Кавалерский крест ордена Virtuti Militari. В 1812 году вступил в Генеральную конфедерацию Королевства Польского, образованную при участии французского императора Наполеона.
В 1812 году во время нашествия «великой армии» на Россию бригадный генерал Тадеуш Тышкевич сражался против русских, командуя кавалерийской бригадой в 5-м корпусе под предводительством Юзефа Понятовского. Участвовал в боях под Миром, Смоленском и Бородинском сражении. Под Медынью русские взяли в плен раненого Т. Тышкевича и отправили его в Астрахань. В 1814 году он был освобожден и вернулся в Варшаву.
10 декабря 1813 года получил в наследство Свислочское графство в Волковысском повете. Проживал в Свислочи, был инициатором строительства Свислочской гимназии.
С 1820 года — сенатор-каштелян Царства Польского, входил в состав сеймового суда, который в 1828 году вел следствие над членами Патриотического общества.
Во время Польского восстания (1830—1831) генерал Тадеуш Тышкевич был председателем временного правительства Литвы, созданного при его штабе. После подавления русской армией польского восстания выехал в Пруссию, а оттуда в Дрезден, а в начале 1832 года — в Париж, где скончался.

## Семья
В 1815 году женился на Юзефе Соллогуб (? — 1828), от брака с которой имел двух дочерей:
- Мария Тышкевич, жена Игнацы Лемпицкого
- Юзефа Тышкевич, жена Кароля Водзинского